# Cookie Clicker
Cookie Clicker — компьютерная игра в жанре кликер, созданная французским программистом Жюльеном Тьенно в 2013 году. Изначально являлась браузерной игрой, но в 2021 вышла и на площадке Steam. Также игра доступна на платформе Android.

## Игровой процесс
Сначала игрок нажимает на большую иконку печенья в левом углу экрана, зарабатывая одну печеньку за каждый щелчок. С помощью этих печенек игрок может покупать новые игровые предметы, такие как курсоры, бабушки, фермы, шахты, фабрики и банки, которые автоматически создают печеньки. Цены растут экспоненциально, каждый предмет стоит на 15 % больше, чем предыдущий купленный предмет того же типа.
Также в игре есть золотые печеньки и маленькие печенки, которые появляются в случайных местах и исчезают через несколько секунд, они появляются периодически и предоставляют эффекты, такие как бонусные печенки или временное увеличение скорости производства, но только если на них щелкнуть до того как они исчезнут.
Заработав определённое количество печений, игрок может сделать «престиж», теряя свой прогресс, но зарабатывая небесные фишки и уровни престижа. Уровни престижа дают постоянное повышение (+ 1 % за уровень) к скорости производства печенья в будущих прохождениях, в то время как небесные фишки можно потратить на самые разные улучшения престижа. Однако количество печенья необходимого для открытия следующего уровня престижа, растет, и игроку с каждым разом всё труднее достигнуть престижа.
Достижения можно получить, выполняя различные задачи или цели, такие как достигнув определённого количества произведенных печенек, владение конкретным количеством зданий определённого типа или щелкнув заданное количество раз на золотые печенки. Кроме того, во время некоторых праздников происходят сезонные события.
В игре присутствует геометрический рост: игрок начинает играть с пригоршней печенек, но может быстро достать до миллиардов печенек. В игре нет чёткого финала.
Из-за относительно простого кода игры читы и надстройки широко доступны и просто реализуются с помощью консолей браузера и букмарклетов.

## Разбор

### Влияние на инкрементальные игры
В статье IGN Cookie Clicker назван одной из немногих игр, сыгравших важную роль в становлении жанра инкрементальных игр. Статья в The Kernel описывает её как «наверное, самую известную» игру в жанре.
Ян Богост, создатель Cow Clicker, отмечает, что «Cookie Clicker — это не игра для человека, а игра, в которую компьютер может играть, пока человек на это наблюдает». По мнению обозревателей, Cookie Clicker вызывает привыкание, и его фанаты были описаны как «одержимые».
Однако из-за их смехотворно простой механики игры также считаются многими относительно простыми или, как сказано в статье IGN, «супертупыми». Такие игры, как Cookie Clicker, использовали это сочетание простоты и сложности для создания нового жанра, который некоторые могут даже не рассматривать как настоящие игры. Создатель игры называл свои работы «неигровыми».